# Специфічна фобія
Специф́ічна (ізольована) ф́обія (англ. Specific phobia) — загальний термін для позначення будь-якого виду групи тривожних неврозів, пов'язаного з необґрунтованим або ірраціональним страхом, що виявляється при взаємодією з конкретними об'єктами або ситуаціями. 
Страх або тривога, які зазвичай призводять до панічної атаки, можуть бути викликані або зустріччю або страхом перед конкретним об'єктом або ситуацією, або очікуванням цієї зустрічі. Здебільшого дорослі усвідомлюють фобії такого роду, проте свою тривогу та ухильну поведінку, як правило, важко контролюють, що може значно погіршити повсякденне життя та навіть фізичне здоров'я людини. Фобії на початку дитинства (з віком зазвичай проходять) можуть бути наслідком природженої тривожності або травматичного досвіду.

## Діагностика
- психологічні симптоми повинні бути первинними проявами тривоги, а не вторинними до інших симптомів, таким як марення або нав'язливі думки;
- тривога повинна обмежуватися певним фобічним об'єктом або ситуацією;
- розуміння хворим ірраціональності свого страху.

## Лікування
Доведено ефективність таких методів лікування специфічних фобій, як когнітивна психотерапія, експозиція, релаксація. 